# Szczuka (wieś)
Szczuka – wieś w Polsce, położona w województwie kujawsko-pomorskim, w powiecie brodnickim, w gminie Brodnica.

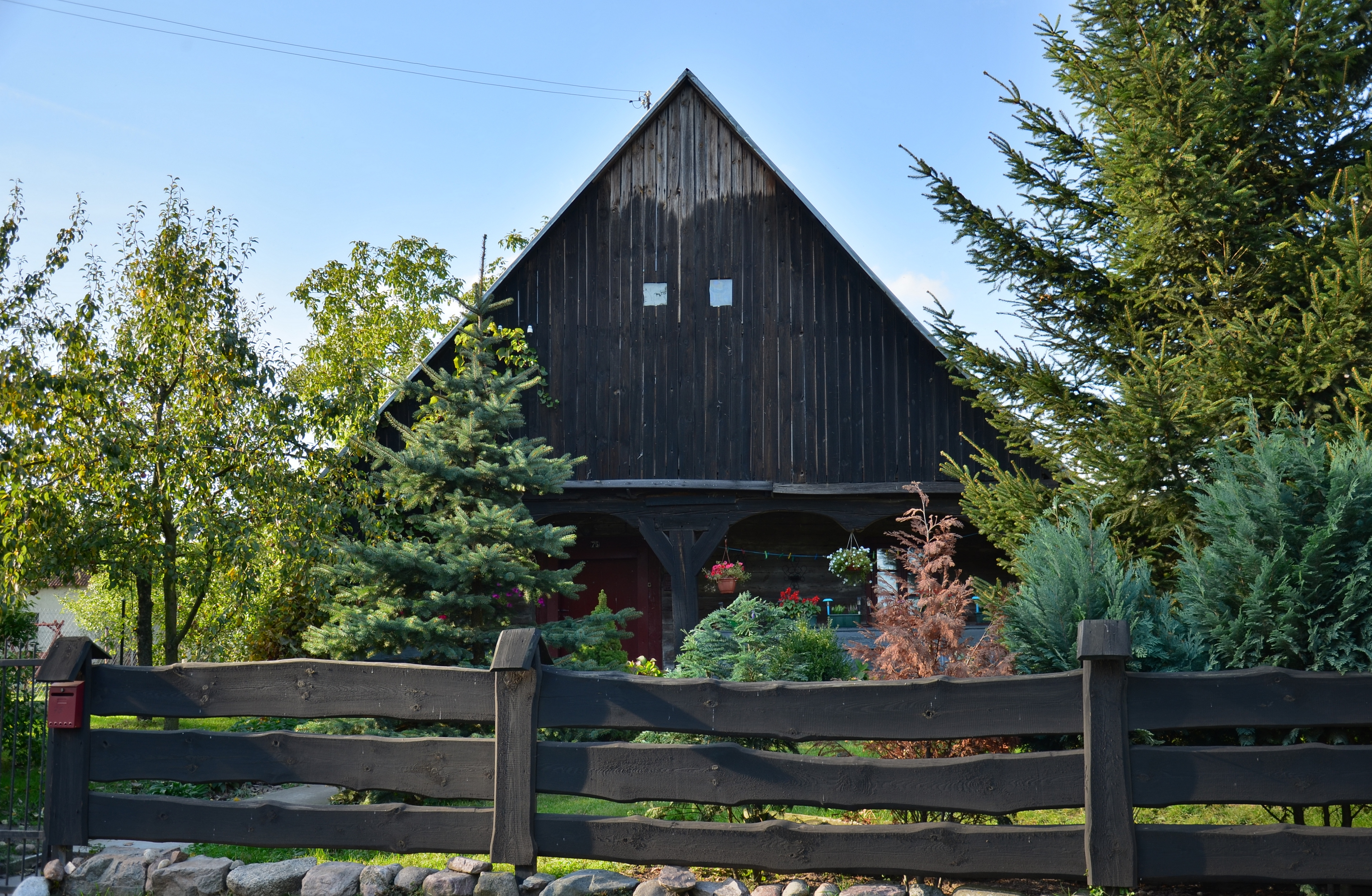
Chata podcieniowa w Szczuce z XVIII w.

## Podział administracyjny
| SIMC    | Nazwa  | Rodzaj  |
| ------- | ------ | ------- |
| 0841188 | Rybaki | kolonia |

W latach 1975–1998 miejscowość administracyjnie należała do województwa toruńskiego.

## Demografia
Według Narodowego Spisu Powszechnego (III 2011 r.) liczyła 499 mieszkańców. Jest piątą co do wielkości miejscowością gminy Brodnica.

## Związki wyznaniowe
We wsi znajduje się parafia pw. świętych Fabiana i Sebastiana.

## Zabytki
Według rejestru zabytków NID na listę zabytków wpisane są:
- kościół parafialny pw. św.św. Fabiana i Sebastiana, 1 poł. XIV w., 1882, nr rej.: A/364 z 13.07.1936
- drewniany dom (chata podcieniowa), ok. 1780, nr rej.: A/1279 z 4.06.1955.

## Urodzeni w Szczuce
- Jan Powierski (1940-1999), historyk, mediewista, profesor nauk humanistycznych.